# Первый кадетский корпус (Санкт-Петербург)

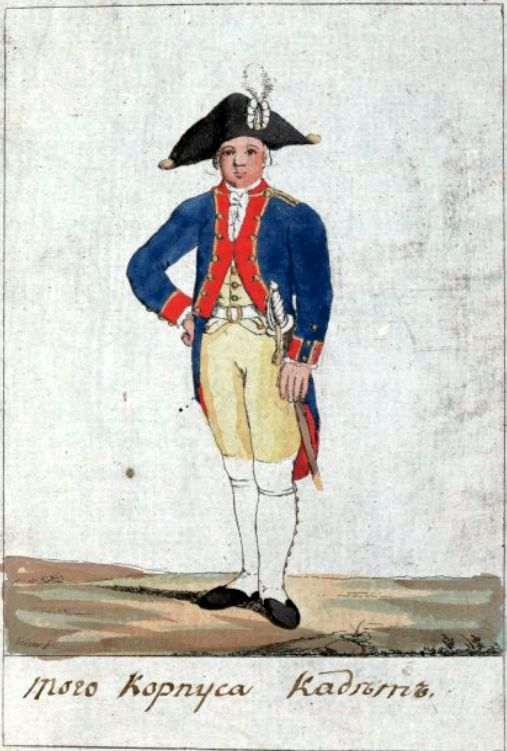
Мундир кадета Сухопутного шляхетного кадетского корпуса (1793)

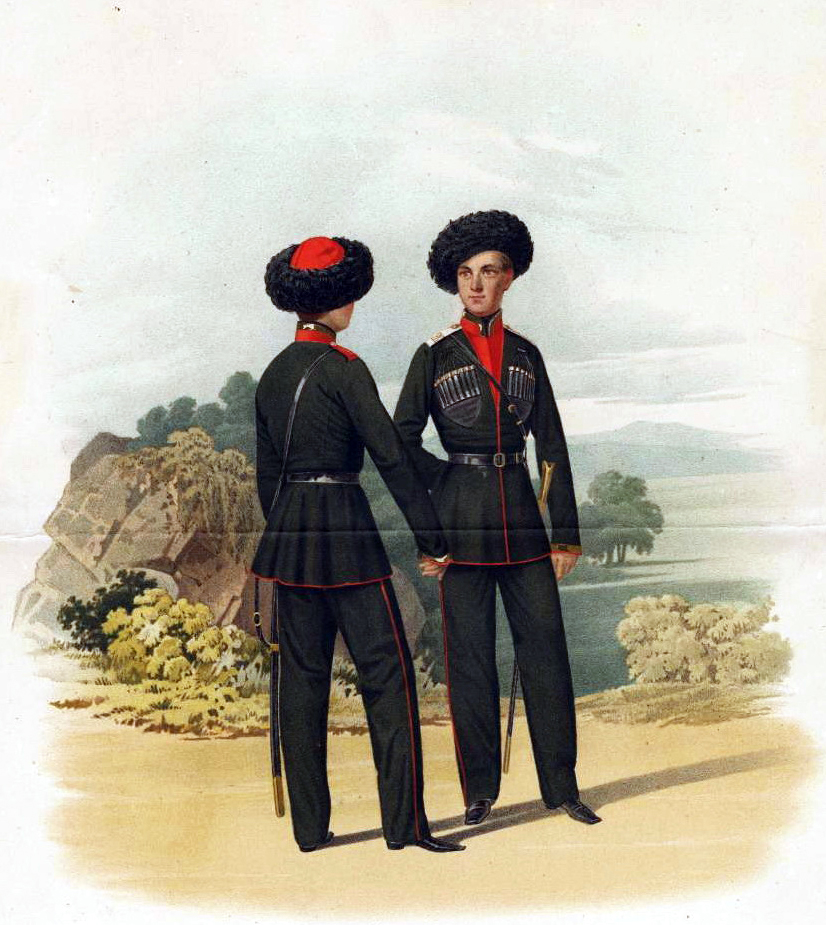
Пиратский К. К. Воспитанники из горцев 1-го и 2-го Кадетских корпусов. 1855 год.

Первый кадетский корпус — военное учебное заведение (кадетский корпус) Вооружённых Сил Российской империи, располагавшееся в Санкт-Петербурге.

## История создания

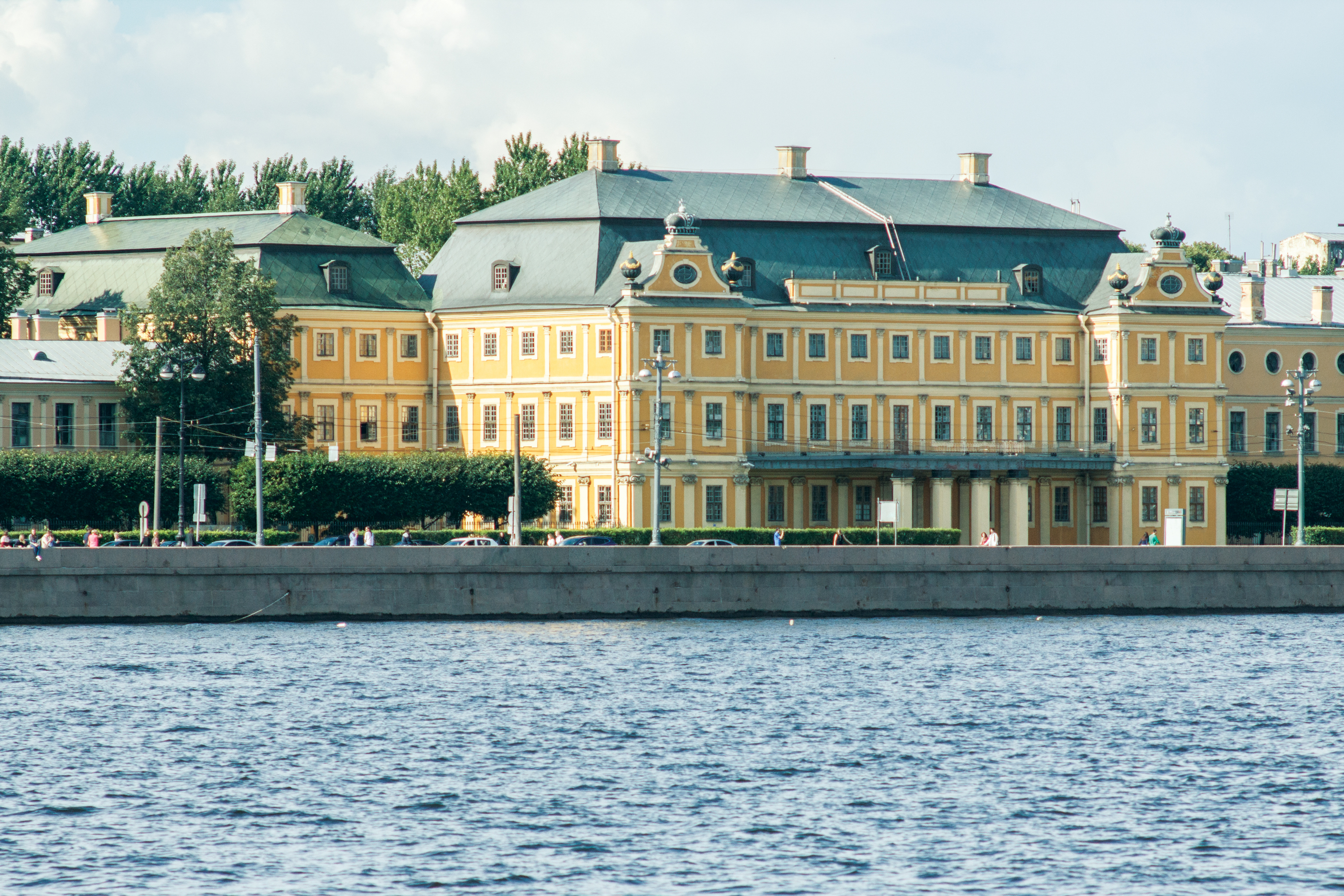
Меншиковский дворец в Петербурге, где размещался кадетский корпус

Инициатива создания в России кадетских корпусов для дворян принадлежала графу П. И. Ягужинскому. Указом императрицы Анны Иоанновны Сенату, от 29 июля 1731 года, предписывалось учредить кадетский корпус под наименованием Корпус кадетов шляхетских детей. Под его размещение был передан Меншиковский дворец на Васильевском острове, построенный в 1710—1721 годах под руководством архитекторов Джованни Фонтана и Иоганна Шеделя.
Открытие состоялось 17 (28) февраля 1732 года: в этот день было 56 кадетов. Когда в июне число кадетов было уже 352, их разделили на три роты. Первый выпуск состоялся 8 июня 1734 года: все 11 выпускников были произведены в прапорщики.
Первые учителя принимались безо всякого испытания; с 1736 года к преподаванию стали привлекаться лучшие воспитанники.

## Система обучения
Изначально корпус задумывался для подготовки военных, но по недостатку общеобразовательных учреждений стал готовить и гражданских чиновников. Этим был обусловлен и набор изучаемых дисциплин: одновременно с военными науками преподавались языки: немецкий, французский, латинский, «оратория» и другое. Преподаватели в школе редко объясняли материал, сводя обучение к зазубриванию разделов. Эта система изменилась в 1766 году, когда возглавивший корпус И. И. Бецкой составил «Устав Сухопутного шляхетного кадетского корпуса для воспитания и обучения благородного российского юношества». Вместо деления кадетов на роты, было введено деление на пять возрастов. Принимались только дети пяти — 6 летнего возраста, обучение которых должно было длиться 15 лет. Самый младший возраст был под женским надзором, а начиная с 4-го возраста воспитанники делились, «по желанию или по склонности», для подготовки к военной или гражданской службам. Каждый возраст состоял из пяти отделений. В этих отделениях учились вместе как дворянские дети, так и гимназисты (дети разночинцев). Гимназисты учились на равных правах с кадетами. В корпусе изучались театральное искусство, танцы, музыка, военные же дисциплины не входили в число приоритетных. В результате сложилась ситуация, которую С. Р. Воронцов оценивал так:

Офицеры, выходившие из старого кадетского корпуса, были хорошие военные и только; воспитанные же Бецким, играли комедии, писали стихи, знали, словом, всё, кроме того, что должен был знать офицер.
Коренное изменение произошло в 1794 году, когда корпус возглавил М. И. Кутузов, который провёл реорганизацию согласно указаниям Императора Павла I. Вместо пяти возрастов были введены роты — четыре мушкетёрские и одна гренадерская. Все гражданские учителя были заменены офицерами. Были введены занятия по тактике и военной истории, которые проводились не только с воспитанниками, но и с офицерами.

## Наименования
Военное учебное заведение имело, в период времени, следующие наименования:
- с 1732 по 1743 — Рыцарская Академия;
- с 1743 по 1766 — Сухопутный кадетский корпус;
- с 1766 по 1800 — Императорский сухопутный шляхетный кадетский корпус;
- с 1800 по 1863 — 1-й кадетский корпус;
- с 1864 по 1882 — 1-я Санкт-Петербургская военная гимназия[9];
- с 1882 — 1-й кадетский корпус;
- с февраля 1917 до упразднения в январе 1918 — Первая гимназия военного ведомства.[источник не указан 2077 дней]

## Сотрудники

### Главные директора (генерал-директора)
- Граф Бурхард Кристоф фон Миних (29.12.1731 — 03.03.1741) (Миних был Главным директором корпуса; директорами же при нём были последовательно: очень недолго — барон Люберас фон Потт и барон Фон Миних (двоюродный брат Б. К. Миниха); затем — Фон-Тетау)
- Принц Антон Ульрих Брауншвейгский (27.03.1741 — 25.11.1741))
- Принц Людвиг Вильгельм Гессен-Гомбургский (11.12.1741 — 26.08.1745))
- Князь Василий Аникитич Репнин (26.08.1745 — 01.08.1748)
- Князь Борис Григорьевич Юсупов (19.02.1750 — 12.02.1759)
- Великий князь Пётр Фёдорович (12.02.1759 — 14.03.1762)
- Иван Иванович Шувалов (14.03.1762—1767)
- Яков Ларионович Брандт (1767—1772)
- Шевалье Константин Александрович де Ласкари (1772—1773)
- Андрей Яковлевич Пурпур (1773—1784)
- Граф Антон Богданович де Бальмен (1784—1786)
- Граф Фёдор Астафьевич Ангальт (08.11.1786 — 22.05.1794)
- Михаил Илларионович Кутузов (1794—1797)
- Граф Иван Евстафьевич Ферзен (24.12.1797 — 24.12.1798)
- Генерал Андреевский (1798—1799)
- Генерал-лейтенант Матвей Иванович Ламздорф (22.03.1799 — 12.04.1800)
- Светлейший князь Платон Александрович Зубов (23.11.1800 — 1801)
- Генерал-майор Фёдор Иванович Клингер (с 1801)
- Иван Иванович Дибич (с 1811)
- Пётр Андреевич Клейнмихель (1817)
- Михаил Степанович Перский (1820—1832)
- Павел Петрович Годейн (1832—1843)
- Константин Антонович Шлиппенбах (1843—1847)
- Орест Семёнович Лихонин (1847—1852)

- генерал-майор Николай Павлович Гартонг (1862—01.05.1864)
- генерал-майор Евгений Карлович Баумгартен (01.05.1864—1876)
- Павел Иванович Носович (1877—1887)
- генерал-майор Василий Парфеньевич Верховский (24.11.1887 — 15.01.1900)
- Василий Иванович Покотило (12.02.1900 — 11.12.1904)
- Фёдор Алексеевич Григорьев (08.01.1905 — 1917)

### Преподаватели
См. также: Преподаватели Первого кадетского корпуса

## Известные выпускники
См. также: Выпускники Первого кадетского корпуса
Помимо значительного количества выдающихся военных и некоторого числа государственных деятелей, среди выпускников Первого кадетского корпуса был также ряд видных деятелей культуры: поэты А. П. Сумароков, М. М. Херасков и К. Ф. Рылеев, прозаик Фаддей Булгарин, мемуаристы А. В. Храповицкий (секретарь императрицы Екатерины II) и П. И. Полетика, мемуарист, поэт и писатель, участник декабристских обществ Ф. Н. Глинка (не путать с композитором).

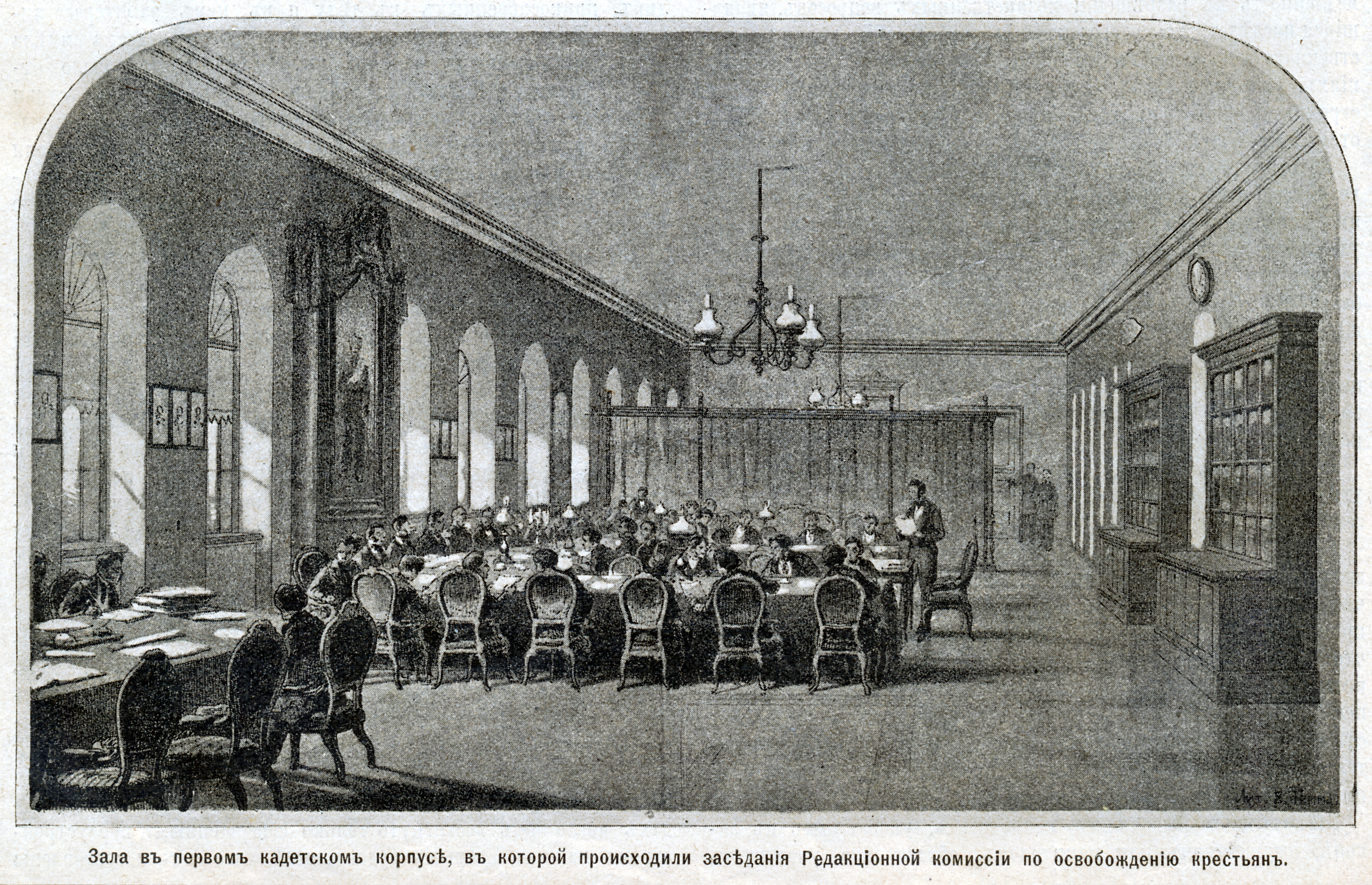
Заседание Редакционной комиссии по освобождению крестьян.

## Особенности корпуса
- В Санкт-Петербургском кадетском корпусе уже в 1740—1750-е годах существовали Общество любителей российской словесности и один из первых русских любительских театров — «Российский театр», первым директором которого был назначен кадет А. П. Сумароков.
- В 1757 году здесь была учреждена типография для печати учебных пособий, в которой в 1759 году стало печататься и первое по времени еженедельное частное издание в России «Праздное время, в пользу употребленное».
- В помещении кадетского корпуса в 1859—1861 годах проходили заседания Редакционной комиссии по освобождению крестьян, готовившей проекты актов и документов по Крестьянской реформе 1861 года.
- В 1900 году при корпусе А.Антоновым был создан Музей из экспонатов Рекреационных залов. Вторым заведующим музеем был А.Крутецкий, продолжавший выполнять обязанности при советской власти. В 1927 году в эмиграции А.Антоновым по памяти была составлена история и опись музея, включающий большую библиотеку и рукописи. Среди экспонатов числились 12 знамён и один штандарт, образ Воздвижения Креста (резьба по кости), собственноручная работа Петра Великого, макет Бородинского сражения, портреты, формы от времени основания корпуса и другие экспонаты[10].
- Созданное ещё в Императорской России, Общество бывших выпускников Первого кадетского корпуса продолжало существовать и за рубежом, в эмиграции, преимущественно в С.Х.С. (Югославии), Франции и в США. Сараевский отдел выпускал журнал «Досуг кадета»[11], где публиковались воспоминания о корпусе.